# Závraty
Závraty település Csehországban, a České Budějovice-i járásban. Závraty Hradce, Vrábče, Lipí és Homole településekkel határos. Lakosainak száma 62 fő (2024. január 1.).

## Népesség
A település lakosságának változását az alábbi diagram mutatja:
| Lakosok száma | 146  | 110  | 128  | 99   | 70   | 34   | 45   | 45   | 54   | 62   |
|               | 1869 | 1890 | 1921 | 1950 | 1980 | 2001 | 2017 | 2019 | 2022 | 2024 |